# ترافيس ماير
ترافيس ماير (بالإنجليزية: Travis Mayer)‏ هو متزحلق حر أمريكي، ولد في 22 فبراير 1982 في بوفالو في الولايات المتحدة.

## وصلات خارجية
- الموقع الرسمي
- ترافيس ماير على موقع الاتحاد الدولي للتزلج (التزلج الحر) (الإنجليزية)
- ترافيس ماير على موقع أوليمبيديا (الإنجليزية)